# Taylor (Colombie-Britannique)
Taylor est une municipalité de district située dans la province de la Colombie-Britannique, dans le nord-est.